# Твърдишка котловина
Твърдишка котловина е котловина в Средногорско-Подбалканската област, осмата по ред от запад на изток задбалканска котловина. Източно продължение на Казанлъшката котловина.
Твърдишката котловина е разположена между Елено-Твърдишка планина (дял от Стара планина) на север и възвишението Ямурджа, рида Межденик и Шивачевския рид на юг, като първите два я отделят от Казанлъшката котловина на запад, а последния – от Сливенската котловина на изток.
Цялата ѝ площ е 287 км2, а само котловинното дъно – 118 км2. Дължината ѝ от запад на изток е около 34 км, а ширината 5 – 6 км. Средната ѝ надморска височина е 200 – 250 м и е наклонена на юг. Поделя се на две части – Твърдишко поле на запад с надморска височина около 250 м и Шивачевско поле на изток – около 200 м.
По северните ѝ оградни склонове широко развитие имат наносните конуси, образува от реките стичащи се от Стара планина. По оградните ѝ планински склонове се разкриват гранити и палеогенски глини, пясъци и конгломерати. Склоновете ѝ са подложени на активна ерозия. Отводнява се от левите притоци на Тунджа – Радова река (с притока си Гурковска река), Твърдишка река и Бяла река (с притока си Блягорница). Почвите са предимно делувиално-пролувиални.
В котловината са разположени 3 града – Твърдица, Гурково и Шивачево и 3 села: Конаре, Оризари и Сборище.
През котловината преминават участъци от три пътя от Държавната пътна мрежа:
- От запад на изток, от град Николаево до село Близнец, на протежение от 20 км – участък от първокласен път № 6 ГКПП „Гюешево“ – София – Карлово – Бургас;
- В най-западната част на котловината, на протежение от 6 км – участък от второкласен път № 55 Дебелец – Нова Загора – Свиленград;
- В централната част на котловината, от юг на север, на протежение от 14,5 км – участък на третокласен път № 662 Нова Загора – Твърдица – Елена.[1]

От запад на изток, между гарите Николаево и Чумерна преминава участък от трасето на Подбалканската жп линия София – Карлово – Бургас.

## Топографска карта
- Лист от карта K-35-40. Мащаб: 1 : 100 000.
- Лист от карта K-35-41. Мащаб: 1 : 100 000.
- Лист от карта K-35-52. Мащаб: 1 : 100 000.
- Лист от карта K-35-53. Мащаб: 1 : 100 000.